# Langohr-Kreischeule
Die Langohr-Kreischeule (Megascops sanctaecatarinae, Synonym: Otus sanctaecatarinae), auch Santa-Catarina-Kreischeule oder Büschelkreischeule genannt, ist eine Art aus der Familie der Eigentlichen Eulen. Sie kommt ausschließlich in Südamerika vor.

## Erscheinungsbild
Mit einer Körpergröße von etwa 26 bis 27 Zentimetern ist die Langohr-Kreischeule innerhalb ihrer Gattung eine verhältnismäßig große Art. Sie kommt in drei verschiedenen Farbmorphen (grau, rotbraun, braun) vor. Die braune Farbmorphe ist die häufigste. Auf der Körperoberseite weist sie dunkle Flecken auf. Auf der Körperunterseite hat sie dunkle Längsstreifen. Die Augen sind bei den meisten Individuen gelb, bei einigen aber auch blass braun. 
Die Kappenkreischeule ist der Langohr-Kreischeule sehr ähnlich. Die Langohr-Kreischeule ist jedoch deutlich kräftiger gebaut und hat auch stärker ausgebildete Krallen. Die Tropenkreischeule ist deutlich kleiner mit kurzen Federohren. 

## Verbreitung und Lebensraum
Die Langohr-Kreischeule kommt schwerpunktmäßig im Südosten Brasilien vor. Sie wurde auch schon in Uruguay und im Nordosten Argentiniens beobachtet. Vermutlich ist die Art ein Standvogel. Sie besiedelt halboffene Wälder, offenes Grasland mit vereinzelten Wäldchen sowie Hochmoore am Rand von Wäldern und angrenzendem Agrarland. Sie hat sich sogar menschlichen Siedlungsraum erschlossen. Ihre Höhenverbreitung reicht von 300 bis 1.000 Meter. 

## Lebensweise
Die Langohr-Kreischeule ist eine nachtaktive Eulenart. Sie übertagt gewöhnlich im dichten Blattwerk von Bäumen. Ihr Nahrungsspektrum besteht überwiegend aus Insekten, Spinnen und kleineren Wirbeltieren. Sie jagt normalerweise von einer Ansitzwarte aus. Die Fortpflanzungszeit beginnt Ende August beziehungsweise Anfang September, wenn das Männchen anfängt, häufiger zu singen. Als Nistgelegenheit werden Baumhöhlen genutzt. Die Gelegegröße ist nicht bekannt. Vermutlich ähnelt die Langohr-Kreischeule in ihrer Brutgewohnheit jedoch denen anderer Kreischeulen. 